# تلمبة محمود أباد (نغار بردسير)
تلمبة محمود أباد (بالإنجليزية: Tolombeh-ye Mahmudabad)‏ هي مستوطنة تقع في إيران في كرمان.